# Седьмой хранитель
«Седьмой хранитель» (порт.  O Sétimo Guardião) — бразильская теленовелла 2018 года в жанре магического реализма, созданная сценаристом Агиналдо Силвой и режиссёром Рожерио Гомесом.

## Премьера
Премьера сериала состоялась 12 ноября 2018 года на телеканале «Rede Globo».

## Сюжет
"Реальность намного сильнее, чем вымысел. Я решил вернуться в фантастический мир, чтобы попытаться выйти из того страшного мира, в котором живут люди". 
— Агиналдо Силва о возвращении к магическому реализму спустя семнадцать лет.
Небольшой городок Серра Азул скрывает множество тайн. Одной из них является источник вечной молодости, который защищают семь хранителей. Они живут обычной жизнью, в их число входят: сеньор Эдижиу, живущий затворником в большом доме, хозяйка борделя донна Ундина, мэр Серра Азул Эурику Роша, бомж Фелисиану, колдунья-целительница донна Милу, шеф полиции Жубер Машаду и местный врач Жозе Аранья. Каждый из этих семи хранителей выбирается по тайному ритуалу, один из них является главным хранителем.
Среди персонажей присутствует также загадочный кот Леон, который, кажется, тоже причастен к хранителям источника.
А в это время в Сан-Паулу богатая дама Валентина Марсалья готовится к свадебному торжеству сына Габриэла. Желая тем самым осуществить свою мечту о свадьбе, которая у неё так и не состоялась. Много лет назад её прямо у алтаря бросил жених и тогда Валентина уехала из Серра Азул. Но её планы рушатся из-за решения её сына внезапно расторгнуть помолвку.
Леон появляется в Сан-Паулу, за сотни километров от Серра Азул, и какой-то магической силой заставляет Габриэла бросить невесту и отправиться к источнику с неведомой миссией.

## Персонажи и актёры
| Персонаж                             | Исполнитель         |
| ------------------------------------ | ------------------- |
| Луш                                  | Марина Руй Барбоза  |
| Габриэл                              | Бруну Гальяссу      |
| Валентина Марсалья/ Марлен Роша      | Лилия Кабрал        |
| Милу, колдунья - хранитель           | Зезе Полесса        |
| Ундина, бандерша - хранитель         | Ана Беатрис Ногейра |
| Фелисиано, бомж - хранитель          | Леопольдо Пашеку    |
| Жубер, шериф - хранитель             | Милхем Гортас       |
| Доктор Жозе Аранья - хранитель       | Пауло Роша          |
| Эурику, мэр - хранитель              | Дан Стулбах         |
| Марилда, жена мэра, сестра Валентины | Летисия Спилер      |
| Жуниор, младший сын мэра             | Жозе Лорето         |
| Жеандро, старший сын мэра            | Кайо Блат           |
| Олаво                                | Тони Рамос          |
| Лаура, дочь Олаво                    | Янна Лавинье        |
| Леон                                 | Эдуардо Московис    |
| Сампайо                              | Марселу Новаэс      |
| Маркос Пауло                         | Нани Пипл           |
| Лурдес Мария Леме                    | Бруна Линзмейер     |
| Донна Миртес Аранья                  | Элизабет Савалья    |
| Эстела, жена доктора Араньи          | Ванесса Джакомо     |
| Афродита                             | Каролина Дикманн    |
| Николау                              | Марсело Серрадо     |
| Соштенес                             | Маркус Карузо       |
| Рита де Кассия                       | Флавия Алессандра   |
| Жудит                                | Изабелла Гарсия     |
| Падре Рамиро                         | Айлтон Граса        |